# Чеська музика
Чеська музика — музична культура Чехії і чеського народу бере свій початок із сивої давнини, про що свідчать археологічні знахідки на чеських землях, серед яких предмети, що слугували первісній людині як елементарні музичні інструменти. Чеською мовою музичне мистецтво називається «Гудба», це слово походить від праслов'янського «густи» — «грати» (на музичному інструменті).

## Новий час
В епоху Відродження церковні піснеспіви супроводжувались грою на органі, найвідоміший з органів було встановлено в соборі святого Віта в Празі. Імператор Фердинанд I (1526—1564 рр.) заснував першу в Чехії придворну капелу, яка згодом включала також оркестр, за її прикладом XVI—XVII століттях придворні капели були створені в різних містах Чехії.
На противагу католицькій музиці, гуситський рух викликав до життя особливий жанр народної музики — гуситські пісні, духовні піснеспіви, що виконувалися без супроводу чеською мовою.
Адам Міхна з Отрадовиць увійшов в історію як автор збірників «Чеська Маріїнська музика» (1647 р.) і «Священна музика» (1661 р.), також він є автором відомої пісні «Chtíc, aby spal». Пізнішими відомими представниками чеського бароко вважаються Ян Дісмас Зеленка і Богуслав Матей Чорногорський. Серед найвідоміших композиторів класичної доби — Ян Вацлав Антонін Стаміц, Йозеф Мислівечек.

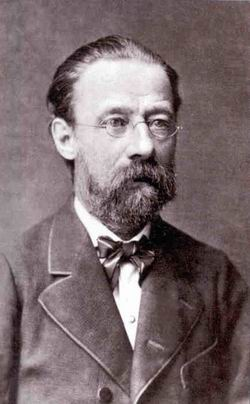
Берджих Сметана

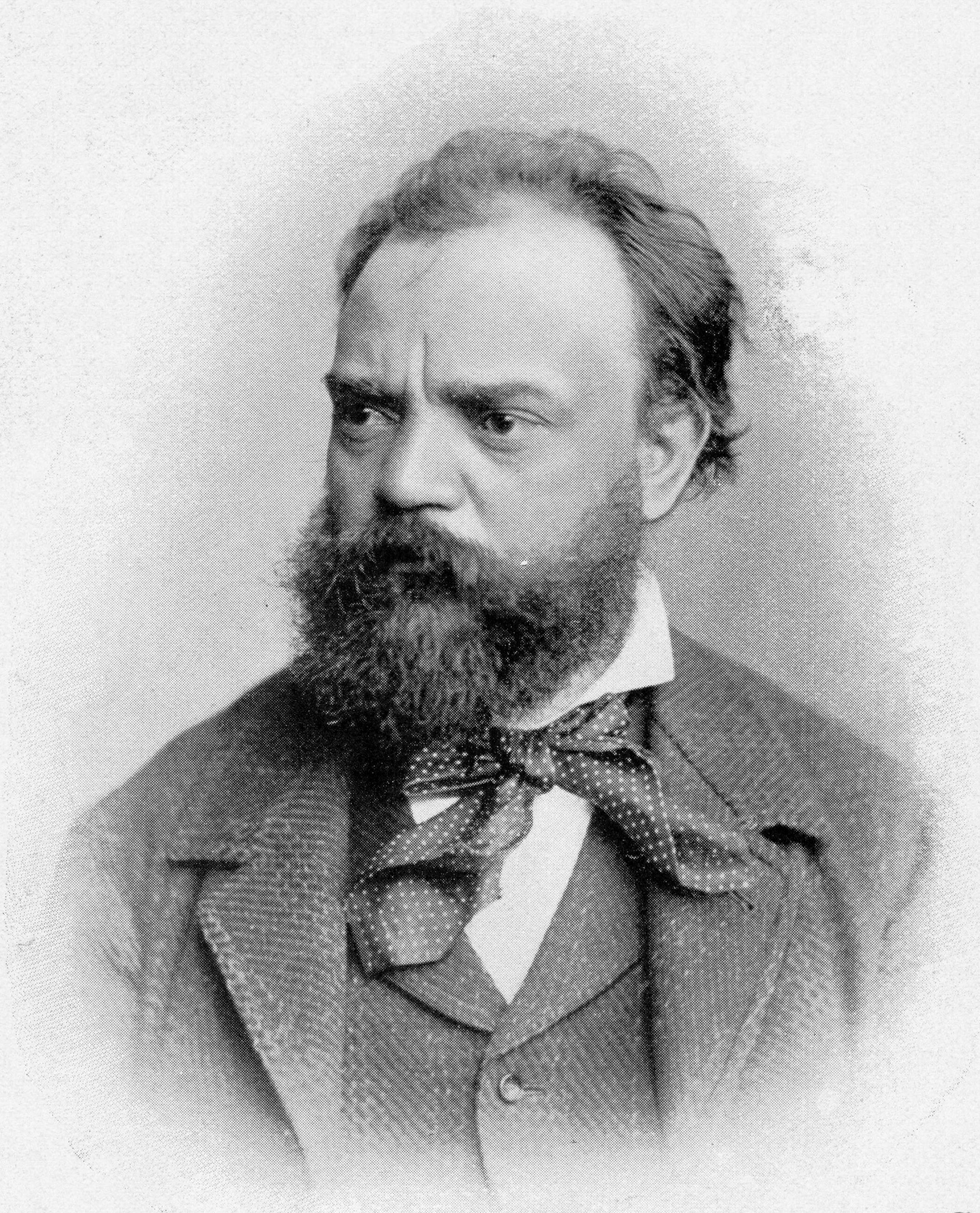
Антонін Дворжак

Паралельно в Чехії розвивається оперне мистецтво. Перший оперний спектакль в Чехії імовірно було дано 1627 року з нагоди коронації Фердинанда II. З цього часу в Празі й Брно постійно гастролювали італійські оперні трупи, а 1724 року граф Шпорк заснував перший чеський оперний театр у своєму замку Кукс. 1811 року з ініціативи дворянства у Празі була відкрита консерваторія.
В епоху романтизму Чехія, як і сусідні країні переживають епоху становлення національного відродження і становлення професійного національного мистецтва. Засновниками чеської композиторської школи вважаються Берджих Сметана, та Антонін Дворжак, що викладав у Празькій консерваторії наприкінці XIX століття. 1888 року в Празі було відкрито оперний театр.
Чеська музика початку XX століття представлена творчістю Йозеф Йозеф Богуслав Форстера, Вітезслава Новака і Леоша Яначека. Становлення Чехословаччини 1918 року сприяло піднесенню національної культури, з'явилися чеські музичні видавництва й звукозаписне виробництво. Починаючи з 1923 року музику стали передавати по радіо. Виникали нові концертні й оперні сцени. Середину XX століття представляють такі композитори, як Богуслав Мартину, Алоїс Габа, Павел Боржковец, Милослав Кабелач, Іша Крейчі, Ярослав Ежек, Ервін Шульгофф та інші.
У повоєнні роки із встановленням комуністичного режиму чеська музична культура знаходилась під ідеологічним тиском, що уповільнювало розвиток музичного мистецтва. Деяке послаблення ідеологічного тиску спостерігалось в 1960-ті роки, однак після придушення «Празької весни» радянськими військами жорсткий ідеологічний контроль було поновлено. Не зважаючи на це, сучасні музичні течії жили у чеському підпіллі, як наприклад натхнений американською культурою чеський блюграс, також ідеологічна доктрина майже не торкнулась джазової музики — 1964 року в Празі щорічно проводиться міжнародний джазовий фестиваль.

## Сучасність
Сьогодні в Чехії діє 11 оперних театрів, декілька філармоній, зокрема у Празі, Брно та Оломоуці. Серед провідних оркестрів — оркестр чеської філармонії та оркестр Чеського радіо. Серед вищих навчальних закладів музичного профілю — Празька консерваторія, Празька академія музичних мистецтв та Академія музики імені Яначека в Брно.
В Чехії проводяться такі відомі міжнародні музичні фестивалі, як Празька весна, Міжнародний джазовий фестиваль.